# Возвращение на Родину
«Возвращение на Родину» (хинди स्वदेस, Swades) — индийский фильм-драма на языке хинди, снятый Ашутошем Говарикером в 2004 году. За исполненную в нём песню «Yeh Taara Woh Taara» закадровый исполнитель Удит Нараян был награждён Национальной кинопремией.

## Сюжет
Мохан Бхаргав приехал из сельской Индии в США. На родине, в деревне Чараннпур, у него осталась возлюбленная, подруга детства — школьная учительница Гита. Он работает в исследовательском центре NASA в группе, контролирующей запуск спутника GPM.

## В ролях
- Шахрух Хан
- Гаятри Джоши
- Кишори Балал
- Смит Сетх
- Лекх Тандон
- Раджеш Вивек
- Дайя Шанкар Панди
- Фаррух Джаффар
- Вишнудутт Гаур
- Раджа Авасти